# Чормет
«Чормет» — повість Маркіяна Камиша про чорнобильських мародерів.

## Відгуки та сприйняття
«Чормет» отримав премію імені Олеся Ульяненка 2017 за найкращий роман, увійшов до списку найважливіших книжок року The Village Ukraine та включений в каталог знакових книг України за версією Українського інституту книги в 2017 і 2019. Номінований на Літературну премію Європейського союзу в 2019. В 2021 опублікований у болгарському видавництві Paradox.
Повість увійшла до списку знакових книг Української Правди і найочікуваніших книжок осені 2017 за версією «Читомо». Літкритик Євгеній Стасіневич написав, що: «„Чормет“ працює подібно до Зони: викривляючи людське, увиразнює базове: і тягу до смерті, і цілющу іронію на попелищі».
Лауреат премії ЮНЕСКО, письменник Петро Яценко в рецензії на Літакцент назвав «Чормет» пульсуючим, живим та шершавим де «…усе на своїх місцях: фактурні герої, рельєфність характерів та шкіри облич яких відчуваєш майже тактильно, міцна ритмічна історія з безліччю фактів, відомих лише втаємниченим». Яценко завершує рецензію словами про те, що повість «Чормет» «це кров, плоть і сморід нашого часу».
Кінокритик та журналіст газети «День» Дмитро Десятерик назвав цей текст «епосом брухту» та «комедією незграбних трагіків» і зауважив, що авторові вдалося «змалювати свіжими фарбами цей злиденний кавардак, цю палеолітичну нісенітницю, що завелася всього в сотні кілометрах від Києва».
Літературна критикиня Юлія Кропивнянська для чеського видання «Український журнал» називає «Чормет» «металево-алкогольною міфологією пограниччя» та характеризує його як повість про людей, яка «вийшла чудовою», акцентуючи увагу на символізмі дій та обрядів і зазначає, що навіть: «Перелік предметів набуває сили поетичного рядка».
Критикиня Тетяна Трофименко неодмінно радить читати «Чормет» всім, хто любить історії про страшне сьогодення. В рецензії для BBC-Україна філософ та письменник Тарас Лютий відмітив «граційні описи» та «надзвичайно органічні типажі». Повість отримала відзнаку журі конкурсу "Еспресо. Вибір читачів".
Літоглядач «Читомо» Андрій Мартиненко називає автора унікальним для сучасної української літератури письменником і відзначає, що: «Камиш протягом не одного року і не одного десятку мандрівок до Чорнобильської Зони збирав матеріал для нового тексту, а тому настільки живо сприймається те, про що він пише у „Чорметі“. Ця територія для нього — щось більше, ніж просто закритий об'єкт. Він живе нею. І дає можливість нам бодай на трохи розділити це відчуття».
Схвально відгукнулися про книгу і чорнобильські інсайдери. Кінорежисер Мирослав Слабошпицький виступив на презентації в Києві і у відгуку в книзі вказав: «Чормет — яскравий і сильний текст. Круто!» А начальник групи радіаційно-екологічного моніторингу ДСП «Екоцентр», чорнобильський радіоеколог Денис Вишневський назвав "Чормет" "відкриттям для читача України поза межами окружних доріг та обласних центрів".
В рецензії для болгарського видання "Библиотеката" повість "Чормет" названо книгою протверезною, позбавленою надій і за відчуттями нагадуючу "Depeche Mode" Сергія Жадана. Автор огляду наголошує: "Хтось сказав би, що вся ця погоня за брухтом здається надто перенасиченою для реальності. І я би погодився, якби не був свідком методичного знищення колишнього автобусного заводу «Чавдар» ‒ місяцями та роками на протоптаному шляху люди на возах перевозили все металеве, що їм вдалося викрасти з заводу. Настільки інтенсивно, що лінія їх маршруту була чітко окреслена у вигорілому від сонця полі".

## Інтерв'ю
- BBC Україна
- Укрінформ
- Розмова для болгарського видання "Тоест"